# Jeux interdits (bande originale)
La musique du film Jeux interdits est devenue au fil du temps plus connue que le film lui-même. Ce succès est dû au choix d'œuvres et à l'interprétation du guitariste Narciso Yepes et surtout à la fameuse Romance Anonyme que tout le monde a fini par identifier au film et dont l'attribution pendant longtemps incertaine a conduit certains à affirmer que Yepes en était lui-même l'auteur, lui-même affirmant l'avoir composée à l'âge de sept ans (en 1934, donc) et dont le charme enfantin l'a convaincu qu'elle conviendrait bien à l'atmosphère du film de René Clément. Yepes n'a cependant que légèrement arrangé une œuvre préexistante (juste un arpège est inversé par rapport à une partition éditée en 1930), et il existe un enregistrement sur cylindre, à Madrid, en 1901 : Sort-Estudio para Guitarra por S. Ramirez,  suggérant ainsi une attribution à Fernando Sor (1778-1839), reprise par certains éditeurs sous le nom de Melodia de Sor. Toutefois, cette attribution à Fernando Sor n'est guère compatible avec le style de ce dernier. D'autres partitions de 1913 intitulent le morceau Estudio de Don Antonio Rubira ou Conocido por Estudio de Rovira, ce qui accrédite l'attribution de la paternité au compositeur espagnol Antonio Rubira (1821-1880, dates incertaines), un élève d'Antonio Cano. D'après le guitariste  Isaías Sávio (1900-1977), le compositeur Juan Parga (1843-1899), un ami de Rubira, a confié ce morceau au guitariste sévillan Juan Valles (1835-1926) juste avant qu'il n'émigre pour l'Argentine en 1878, ce qui explique la popularité de ce morceau à Buenos Aires à la fin du XIXe siècle. Par ailleurs, la mélodie a quelques ressemblances avec la chanson ukrainienne Nich yaka misyachna  composée par Andriy Voloshchenko et Vasyl Ovchynnikov en 1914 (une version précédente par Mykola Lyssenko vers 1885 a une mélodie différente). 
La partition de la musique du film, publiée aux éditions musicales transatlantiques, comportait les œuvres suivantes :
- Romance (anonyme, parfois attribuée à Fernando Sor, mais plus vraisemblablement due à Antonio Rubira)
- Sarabande et Bourrée de Robert de Visée
- Menuet de Jean-Philippe Rameau
- Chanson populaire anonyme, en fait un arrangement de El testament d'Amelia également arrangé vers 1900 par le guitariste et compositeur Miguel Llobet
- Pequeño estudio de Napoléon Coste

Pour chacune de ces pièces est mentionné : « arrangé pour guitare par Narciso Yepes ».